# Gogmagog (musikgrupp)
Gogmagog var ett band under 1980-talet där bland annat Iron Maiden-medlemmarna Paul Di'Anno och Clive Burr var aktiva. Även den framtide Iron Maiden-gitarristen Janick Gers var med i bandet.
Gogmagog spelade in och släppte en demo med tre spår, I Will Be There EP under 1985.

## Medlemmar
- Paul Di'Anno - sång
- Pete Willis - gitarr
- Janick Gers - gitarr
- Neil Murray - basgitarr
- Clive Burr - trummor

## Diskografi
EP
- 1985 - I Will Be There (12" EP med spåren I Will Be There / Living In A F**king Time Warp / It's Illegal, It's Immoral, It's Unhealthy, But It's Fun. Spåren Living In A F**king Time Warp / It's Illegal, It's Immoral, It's Unhealthy, But It's Fun finns med på albumet Me Me Me Soundtrack.)